# إدوارد مارش
إدوارد مارش (بالإنجليزية: Edward Marsh)‏ (7 مايو 1865 - 27 نوفمبر 1926) هو لاعب كريكت بريطاني (وحمل سابقاً جنسية المملكة المتحدة لبريطانيا العظمى وأيرلندا).